# Bevinda
Bevinda (Fundão, 2 de Setembro de 1961) é uma cantora português-francesa.

## Biografia
Nascida em Portugal, Bevinda mora em França.

## Discografia
Fatum (1994)
1. Ter outra vez 20 anos
2. Fatum
3. Júlia florista
4. Prece
5. O jardim
6. Covilhã
7. Liberdade
8. Eu venho d'aí
9. Meu corpo
10. Maria vergonha

Terra e ar (1996)
1. Aqui em Évora
2. Ásia
3. Sereia
4. Sozinha
5. Água
6. Terra e ar
7. Em Goa
8. Barco negro
9. Feiticeiras
10. Lágrima

Pessoa em pessoas (1997)
1. Olá, guardador de rebanhos
2. O candeeiro
3. Como um grande borrão
4. Metaphysica
5. Diligencia
6. Uma gargalhada de rapariga
7. A Janela
8. O que fôr, quando fôr
9. E que será, o que é
10. Ave, passa
11. Sou um guardador de rebanhos
12. Leve, leve

Live à la chapelle (1998)
1. Fatum
2. Terra e ar
3. Nem as paredes
4. Júlia florista
5. Maria vergonha
6. Um e duas
7. Ásia
8. Água
9. Barco negro
10. Venho d'aí
11. Liberdade Olá, guardador de rebanhos

Chuva de Anjos (1999)
1. Nunca mais
2. Meditaçaõ
3. Anjo
4. Les rochers
5. Devagarinho
6. Onda serena
7. Le bus de 10h
8. Amadeu
9. Fui a praia
10. Que reste-t-il de nos amours
11. Soraya
12. Est-ce que c'est ça l'amour
13. Presidio
14. Maria de Lurdes

Alegria (2001)
1. Alegria
2. Malhada do judeu
3. Annapurna
4. Ai se eu pudesse
5. Flores do paraíso
6. Oceano
7. Dialogo na noite
8. Estou perdida
9. Veneno
10. Senhor

Em caminho (2002)
Luz (2005)
1. Estrada n° 4
2. Dorme amorzinho
3. Punta
4. Jarkot
5. Libertação
6. Pomar
7. Luz
8. Aparecida
9. Mulher passaro
10. Meu sol
11. Multidões
12. Ilha
13. Outubro

Tel qu'Elle (2006)
1. Douze belles dans la peau
2. Ce mortel ennui
3. L'alcool
4. L'eau à la bouche
5. Les amours perdues
6. En relisant ta lettre
7. La femme des uns sous le corps des autres
8. Dieu que les hommes sont méchantes
9. Les goémons
10. L'anamour
11. Le rock de Nerval
12. La recette de l'amour fou
13. Ces petits riens
14. Pauvre Lola
15. Le poinçonneur des Lilas
16. La chanson de Prévert
17. Quand tu t'y mets